# Oswaldo Sala
Oswaldo Sala (Bauru, 29 de junho de 1926 - 07 de dezembro de 2021) foi um físico brasileiro, professor universitário e pioneiro no estudo da espectroscopia Raman no Brasil. Formou-se bacharel e licenciado em Física pela USP em 1948 e fez seu doutorado com Hans Stammreich, quando integrou o Laboratório de Espectroscopia Molecular do Instituto de Química da USP. Era irmão do também físico Oscar Sala.